# Leslie Grossman
Leslie Erin Grossman (Los Ángeles, California; 25 de octubre de 1971) es una actriz estadounidense, más conocida por su papel de Mary Cherry en la serie de televisión Popular y como Lauren en Lo que me gusta de ti.

## Biografía
Nació y se crio en Los Ángeles (California). En su juventud, fue miembro del reparto en Kids Incorporated. Asistió a la Escuela Crossroads en Santa Mónica (California), una escuela secundaria para las artes escénicas, donde dirigió obras de teatro. Comenzó a actuar en su último año en el Sarah Lawrence College.

## Carrera
Tuvo un papel regular en Lo que me gusta de ti como Lauren, y apareció en Miss Agente Especial 2: Armada y Fabulosa, Nip/Tuck, Charmed y CSI: Crime Scene Investigation, entre otras. Apareció en dos películas en 2006, Recortes de mi vida y Itty Bitty Titty Committee. También fue estrella invitada en Melissa & Joey. Hizo una audición para el papel de Sam McPherson y Nicole Julian en Popular, antes de obtener el de Mary Cherry. En 2017, se unió al elenco de American Horror Story para la séptima temporada interpretando a Meadow Wilton. En 2018 aparecerió en la octava temporada American Horror Story: Apocalypse interpretando a la bruja y egocéntrica Coco St. Pierre Vanderbilt. 
En 2019 grabó ‘’American Horror Story: 1984’’ interpretando a Margaret Booth, una psicópata.
En 2021 también participó en American Horror Story: Double Feature, interpretando a Ursula en "Red Tide" y a TBA en "Death Valley", ambos personajes de villana.
En 2024 apareció como Judalon Smyth en la serie de Netflix “Monstruos: la historia de Lyle y Erik Menéndez”.

## Vida personal
En 2000 se casó con John Bronson, con quien tiene una hija.

## Filmografía
| Año  | Título                                  | Papel                                | Notas         |
| ---- | --------------------------------------- | ------------------------------------ | ------------- |
| 1998 | The Opposite of Sex                     | Estudiante                           |               |
| 1998 | Can't Hardly Wait                       | Amiga con ganas de practicar el sexo |               |
| 2005 | Miss Congeniality 2: Armed and Fabulous | Pam                                  |               |
| 2006 | Running with Scissors                   | Sue                                  | No acreditada |
| 2007 | Itty Bitty Titty Committee              | Maude                                |               |
| 2007 | What We Do Is Secret                    |                                      | No acreditada |
| 2009 | Spring Breakdown                        | Prostituta                           |               |

| Año       | Título                                     | Papel                      | Notas                                         |
| --------- | ------------------------------------------ | -------------------------- | --------------------------------------------- |
| 1998      | Guys Like Us                               | Amy                        | Episodio: "Piloto"                            |
| 1999–2001 | Popular                                    | Mary Cherry                | 43 episodios                                  |
| 2000      | Girl Band                                  | Mindy                      | Telefilm                                      |
| 2002      | Any Day Now                                | Mildred Harrison           | Episodio: "Let the Games Begin"               |
| 2002      | Charmed                                    | Ayudante de Phoebe         | Episodio: "Witch Way Now?"                    |
| 2003–2008 | Nip/Tuck                                   | Bliss Berger               | 3 episodios                                   |
| 2003      | CSI: Crime Scene Investigation             | Wendy Orr                  | Episodio: "One Hit Wonder"                    |
| 2003–2005 | What I Like About You                      | Lauren                     | 66 episodios                                  |
| 2006      | The Jake Effect                            | Kimmy Ponder               | 6 episodios                                   |
| 2006      | Help Me Help You                           | Kendra                     | Episodio: "The Sheriff"                       |
| 2007      | What News?                                 | Misti Lake                 | Película de televisión                        |
| 2007      | Up All Night                               | Erika                      | Película de televisión                        |
| 2007      | Notes from the Underbelly                  | Deena                      | Episodio: "Not Without My Noodles"            |
| 2008      | Grey's Anatomy                             | Lauren Hammer              | Episodio: "In the Midnight Hour"              |
| 2009      | Trust Me                                   | Julie Finn                 | Episodio: "Promises, Promises"                |
| 2009      | In the Motherhood                          | Maggie                     | 2 episodios                                   |
| 2009–2010 | 10 Things I Hate About You                 | Ms. Darlene Tharp          | 6 episodios                                   |
| 2010      | The Gentlemen's League                     | Leslie                     | Serie de televisión                           |
| 2010      | Dexter                                     | Laurel Mendell             | Episodio: "Hop a Freighter"                   |
| 2011      | Hot in Cleveland                           | Elise                      | Episodio: "I Love Lucci: Part One"            |
| 2011      | Outsourced                                 | Marcy Donovan              | Episodio: "Charlie Curries a Favor from Todd" |
| 2011      | Better with You                            | Francine                   | Episodio: "Better Without a Job"              |
| 2011      | Melissa & Joey                             | Emily                      | 2 episodios                                   |
| 2011      | Drop Dead Diva                             | Kristin Mulraney           | Episodio: "You Bet Your Life"                 |
| 2012      | The New Normal                             | Melissa                    | Episodio: "Pilot"                             |
| 2011      | Scandal                                    | Lisa                       | 3 episodios                                   |
| 2012      | Ben and Kate                               | Nan                        | Episodio: "Guitar Face"                       |
| 2013      | Whitney                                    | Michelle                   | Episodio: "Snapped"                           |
| 2013      | Major Crimes                               | Claire Hunter              | Episodio: "Poster Boy"                        |
| 2014      | Sean Saves the World                       | Susan                      | Episodio: "Sean The Fabulous"                 |
| 2014      | Modern Family                              | Katie                      | Episodio: "Three Dinners"                     |
| 2015      | Barely Famous                              | Ella misma                 | Episodio: "Not a Booty Call"                  |
| 2015      | 2 Broke Girls                              | Amy                        | Episodio: "And the Gym and Juice"             |
| 2015      | Nicky, Ricky, Dicky & Dawn                 | Robin                      | 2 episodios                                   |
| 2016      | The Soul Man                               | Megan                      | Episodio: "Hangin' with Mr. Cupper"           |
| 2017      | Speechless                                 | Madre en supermercado      | Episodio: "D-I Ding"                          |
| 2017–2018 | The Good Place                             | Donna Shellstrop           | 3 episodios                                   |
| 2017      | American Horror Story: Cult                | Meadow Wilton              | 6 episodios                                   |
| 2017      | American Horror Story: Cult                | Patricia Krenwinkel        | Episodio: "Charles (Manson) in Charge"        |
| 2018      | Black-ish                                  | Gwen                       | Episodio: "North Star"                        |
| 2018      | American Horror Story: Apocalypse          | Coco St. Pierre Vanderbilt | 8 episodios                                   |
| 2018      | Fuller House                               | Dra. Lesley Miller         | Episodio: "Opening Night"                     |
| 2019      | American Horror Story: 1984                | Margaret Booth             | 8 episodios                                   |
| 2019      | Goliath                                    | Rochelle Purple            | 4 episodios                                   |
| 2019-2020 | Shrill                                     | Cindy                      | 2 episodios                                   |
| 2019-2020 | The Goldbergs                              | Jane Bales                 | 2 episodios                                   |
| 2020-2021 | Love, Victor                               | Georgina Meriwether        | 4 episodios                                   |
| 2021      | American Horror Story: Double Feature      | Ursula                     | Principal                                     |
| 2024      | Monsters: The Lyle and Erik Menendez Story | Judalon Smyth              |                                               |